# Naunet
Naunet (Nunut) (eg. N’wnt) – egipskie prabóstwo żeńskie uosabiające prawody (praocean) w chaosie heliopolitańskiego systemu wierzeń.
W wierzeniach hermopolitańskich wyobrażane w postaci węża. Razem ze swoją męską formą (Nun) Naunet stanowiła pierwszą z par hermopolitańskiej Ogdoady, tworząc razem androgyniczną jedność. Wśród bóstw kosmogonii memfickiej, te aspekty męsko-żeńskie łączył w sobie Ptah, określany jako bóstwo „prastare”.
W rozwiniętym systemie personifikacji bytów elementarnych Naunet była też uosobieniem rozciągającego się pod ziemią „dolnego nieba”, podczas gdy górne przedstawiał sobą Nun (Nunu).  